# ジェイソン・クレスト
ジェイソン・クレスト（英語: Jason Crest、旧名The Good Thing Brigade）は、イギリスのケント州トンブリッジを拠点に1967年から1969年にかけて活動していたサイケデリック・ポップのグループである。
1967年から1968年にかけてフィリップス・レコードからシングル5曲（その中にはザ・ムーブの"(Here We Go Round) The Lemon Tree"のカバー曲もある）を発売したにもかかわらず、バンドは商業的に成功することはなく、フィリップスとの契約が切れた1960年代終わりごろに解散した。しかし、シングル"Black Mass"、"Turquoise Tandem Cycle"、"(Here We Go Round) The Lemon Tree"、"Place in the Sun"が、イギリスの1960年代のサイケデリックロックのコンピレーションアルバム『ラブル・シリーズ』に収録されており、バンドはカルト的な評判を得ている。4枚目のシングル『ウォータールー・ロード』(Waterloo Road)は、"Les Champs-Élysées"（日本語訳『オー・シャンゼリゼ』）のタイトルでフランス語の詞をつけられた曲をジョー・ダッサンが歌い、人気となった。

## バンドメンバー
- ボーカル：テリー・クラーク (Terry Clarke)
- リードギター：テリー・ドブソン (Terry Dobson)
- リズムギター：デレク・スモールコム (Derek Smallcombe)
- ベース：ロン・ファウラー (Ron Fowler)。サードシングル以降はジョン・セリー (John Selley)
- ドラムス：ロジャー・シガリ (Roger Siggery)

## ディスコグラフィー

### シングル
- "Turquoise Tandem Cycle" / "Good Life" (Philips BF 1633)
- "Juliano The Bull" / "Two By The Sea" (Philips BF 1650)
- "(Here We Go Round) The Lemon Tree" (Roy Wood) / "Patricia's Dream" (Philips BF 1687)
- "Waterloo Road" / "Education" (Philips BF 1752)
- "Place In The Sun" / "Black Mass" (Philips BF 1809)

### コンピレーションアルバム
- The Collected Works of Jason Crest (Wooden Hill WHCD006) – CDのみ
- Radio Sessions (Tenth Planet TP 041) – レコードのみ